# 本宮未紀
本宮 未紀（もとみや みき、1990年11月2日 - ）は、日本の女子陸上競技選手。専門は棒高跳。千葉県出身。木更津総合高等学校、清和大学卒。
ジャカルタで開催された2008年アジアジュニア陸上競技選手権大会で棒高跳で3位になっている。
大学卒業後は千葉県の消防士になった。